# Laurent Marqueste
Laurent Marqueste (1848 - 1920), fue un escultor francés.
Nacido en Toulouse el 12 de junio de 1848, fue alumno de François Jouffroy y Alexandre Falguière, y ganó el Premio de Roma en 1871. En 1893 se convirtió en profesor de la École des Beaux-Arts, donde fue profesor de muchos artistas, entre ellos Eugène Benet. Se convirtió en miembro de la Academia de Bellas Artes en 1894, tras haber recibido la Legión de Honor en 1884.
Sus obras incluyen un gran número de estatuas que decoran los monumentos y edificios de París, entre ellos la de Victor Hugo en La Sorbona (1901) y Léo Delibes, además de otras obras para la monumental estación Quai d'Orsay (ahora Musée d'Orsay), la Escuela Superior de Bellas Artes, el Grand Palais, y el Hotel Dufayel en París para la Exposición Universal de 1900, así como los monumentos de América del Norte y América del Sur. Obtuvo el Gran Premio en la Exposición Universal de 1900. Murió en París, 5 de abril de 1920.